# مقبره پیرجارسوز
مقبره پیر جارسوز مربوط به اواخر سدهٔ ۷ ه.ق است و در بردسیر، داخل شهر واقع شده و این اثر در تاریخ ۱ فروردین ۱۳۴۵ با شمارهٔ ثبت ۴۹۱ به‌عنوان یکی از آثار ملی ایران به ثبت رسیده است.
این مقبره دارای گنبد دو پوشهٔ آجری و پلان مربع شکل می‌باشد. دردرون بنا تزئینات گچ بری مقرنس کاری و خطوط کوفی دیده می‌شود. اصل بنا سه طبقه ساخته شده و نمای کلی آن آجر است.